# 船橋サーキット
座標: 北緯35度40分49.44秒 東経139度59分22.80秒 / 北緯35.6804000度 東経139.9896667度
船橋サーキット（ふなばし- ）は、かつて千葉県船橋市若松町（現・浜町）に存在したサーキットである。

## 概要
1960年代半ば、船橋ヘルスセンターを経営していた朝日土地興業株式会社が目新しいレジャー施設を模索していたが、事実上の運営者であった丹澤章浩にマキノ正美らが敷地内へサーキットを建設する案を持ちかけ、ほぼ同時期に計画されていた伊豆韮山サーキット建設調査のため来日していた元F1ドライバーのピエロ・タルッフィに設計を依頼したところ快諾。資本金2億円で株式会社船橋サーキットが設立され建設を開始し、多摩川スピードウェイ、鈴鹿サーキットに次ぐ日本で3場目のサーキットとして1965年7月1日に開設された。
月に1〜3回ほどサーキットコースでのレースを開催し、コース内ではジムカーナを頻繁に行なっていた。またレーシングクラブ向けのライセンス講習会や、レンタカーによる体験走行もおこない、日本におけるレース人口の拡大に貢献した。
だが日本グランプリなど大レースの開催により収益を上げる方針であったものの当時の状況により誘致がままならず、また自動車メーカーなどによる貸切利用がほとんどなく、特に平日の利用が少なかったため、コースの維持費がかさんだことによる赤字拡大の問題に直面し、さらに朝日土地興業も経営が悪化していたことから、開設からわずか2年でサーキットの運営断念が決断される。この頃サーキットに隣接する船橋競馬場に併設されていた船橋オートレース場が、競馬場外への移転を迫られていたことから、朝日土地興業はオートレース関係者に移転受け入れを積極的に働きかけ、それが合意に達し船橋サーキットは1967年7月に閉鎖された。

## 施設
鈴鹿サーキットや富士スピードウェイと比較して敷地面積が3万（99,174m2）と狭小なことから、フルに活用するための苦肉の策としてヨーロピアンタイプのテクニカルなコース設定としたため非常にトリッキーなサーキットである。

### コース
ピットは20台分、コースは幅12 - 13mとした特殊アスファルト舗装を施工。直線600m・25R S字・20R ソックスカーブ・360R コーナーを組み合わせて以下の3種が設定された。
- 3.1km - ジュニアチャンピオンレース向け
- 2.4km - クラブマンレース向け
- 1.8km - ストックカーレース向け

1.8kmコースは外周のみのコースであるため、内側ではジムカーナも同時開催できる構造となっていた。

### 観客
グランドスタンドの着席人数は15,000名。また立見の仮設スタンドも含めると最大50,000人まで収容可能とされており、どこにいてもサーキット全体が見渡せる構造を採用した。
なお10,000台収容の駐車場も併設された。

## 略歴
- 1964年 - 資本金2億円で運営元の株式会社船橋サーキットを設立し建設を開始。
- 1965年 
  - 7月1日 - 竣工。
  - 7月18日 - こけら落としとなる全日本自動車クラブ選手権[6]が開催。
- 1967年7月 - 全日本ジュニアチャンピオンレース大会を最後に閉鎖。
- 1968年1月8日 - 跡地に船橋オートレース場が竣工。

## 跡地
跡地は船橋オートレース場およびその駐車場となり、オートレースの駐車場を挟んだ道路は、かつてのサーキットのレイアウトがそのまま残された。ただ、船橋オートレース場も2016年3月末をもって閉鎖され、解体された。
船橋オートレース場時代の南側グランドスタンドは、改築されるまで船橋サーキットのそれをそのまま流用していた。

## 船橋サーキットが登場する映画
- 四つの恋の物語（1965年：日活 監督 西河克己）
- 嵐を呼ぶ男（1966年：日活監督舛田利雄）